# Porgas
Porgas är den gas som kan finnas i jordars porer. Ovanför grundvattenytan består gasen oftast av luft. Under grundvattenytan består porgasen oftast av gaser som bildats vid nedbrytningen av organiskt material.